# Aplota
Aplota é um gênero de traça pertencente à família Agonoxenidae.